# Roberto Maehler
Roberto Maehler (Cascavel, 25 de janeiro de 1985) é um canoísta brasileiro. 

## Carreira
Competiu nos Jogos Pan-Americanos de 2007 e junto com Guto Campos, Sebastian Cuattrin e Edson da Silva conquistou o ouro no K4 1000 m.
Nos Jogos Pan-Americanos de 2015 conquistou a medalha de prata na categoria K-4 1000m. 